# サトゥ・マーレ市電
サトゥ・マーレ市電（ルーマニア語: Tramvaiul din Satu Mare）は、ルーマニアの都市であるサトゥ・マーレに存在した路面電車。オーストリア＝ハンガリー帝国の領土であった時代に開通したが、僅か6年で電化設備が撤去された。

## 概要・歴史
サトゥ・マーレ市内における初の公共交通機関として1900年11月8日に開通した路面電車。同市と郊外のアルドゥドを結んでいたサトゥ・マーレ＝アルドゥド地方鉄道（Societatea Căilor Ferate Locale Satu Mare-Ardud）によって運営されており、接続していた郊外路線と同様に軌間は760 mm（軽便鉄道）であった。車両はガンツ製の電車が5両導入され、うち2両は大型のボギー車、3両は小型の2軸車であった。
この路面電車の電力はソメシュ川沿いにあった発電所により供給されていたが、1906年に当時のハンガリー国鉄がサトゥ・マーレ＝アルドゥド地方鉄道を買収した際にこの発電所の運営権の継続が実施されず、路面電車の運行は僅か6年で終了することとなった。その後も線路自体は残され、スチームトラムを用いた客車列車の運行が行われたが、最終的にサトゥ・マーレがルーマニアの都市となって以降、1920年をもって同市内の軌道は全て撤去された。以降同市の公共交通の主力はバスやタクシーなどの自動車となっている。

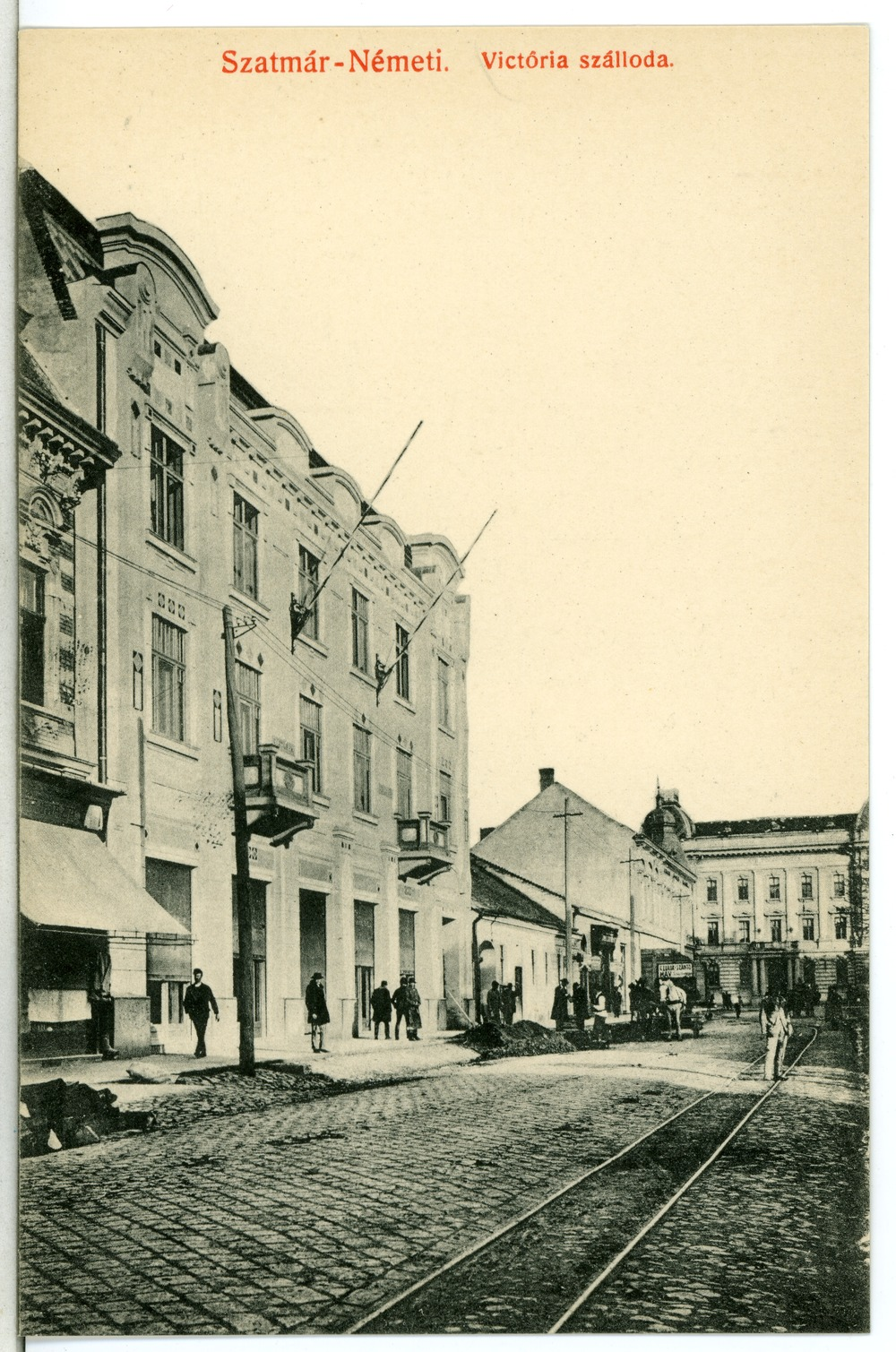
電化設備が撤去されたサトゥ・マーレの軌道（1911年撮影）